# Ligue de football de la Guyane
La Ligue de Football de La Guyane (LFG) est une association regroupant les clubs de football de Guyane et organisant les compétitions nationales et les matchs internationaux de la sélection de Guyane. Elle est membre de plein droit de l'Union caribéenne de football (UCF/CFU) et de la CONCACAF mais n'est pas affiliée à la FIFA.

## Historique
La ligue régionale de Guyane est fondée le 18 octobre 1962. Elle n'est pas affiliée à la FIFA mais est affiliée à la FFF depuis le 27 avril 1963 et est membre associée de la CONCACAF depuis 1978.
En avril 2013, la LFG est intégrée en tant que membre de plein droit de la CONCACAF.
La Guyane n'étant pas membre de la FIFA, un joueur ayant déjà représenté le département lors d’une « compétition officielle » organisée par la CONCACAF reste éligible pour représenter la France lors d’une « compétition officielle » organisée par la FIFA ou l'UEFA. 
En novembre 2024, Steeven Caroupanapoullé est élu président de la LFG. 